# صموئيل غولدستاين
صموئيل غولدستاين (بالإنجليزية: Samuel Goldstein)‏ هو لاعب تنس الطاولة أمريكي، ولد في 6 يناير 1945، وتوفي في 15 يناير 1977.